# Estevão Azevedo
Estevão Azevedo é um escritor e editor brasileiro. 

## Biografia
Estevão Azevedo é mestre em letras/literatura brasileira pela FFLCH/USP e editor. Tem contos publicados em revistas e na antologia de escritores brasileiros "Popcorn unterm Zuckerhut – Junge brasilianische literatur", lançada em 2013, na Alemanha. Publicou a coletânea de contos "O som de nada acontecendo" (Edições K, 2005) e os romances "Nunca o nome do menino" (Terceiro Nome, 2008 e Editora Record, 2016) e "Tempo de espalhar pedras" (CosacNaify, 2014), eleito o Livro do Ano pelo Prêmio São Paulo de Literatura de 2015 e traduzido para o italiano (Caravan Edizioni, 2016).

## Prêmio
- Tempo de espalhar pedras (CosacNaify, 2014) foi eleito o Livro do Ano pelo Prêmio São Paulo de Literatura de 2015.[4]